# Alfred Pourrat
Pour les autres membres de la famille, voir Pourrat.
Colin Eustache Alfred Pourrat, né le 10 mai 1821 à Ambert et mort le 26 janvier 1889 à Paris, est un général de brigade français qui a commandé l'École polytechnique.

## Biographie
Né en 1821, Alfred Pourrat est le neveu de Pierre-Mathias Pourrat, polytechnicien démissionnaire devenu négociant puis député, et le fils de Pierre Marie Pourrat et de Marie Pierrette Journet.
Il est déjà militaire lorsqu'il entre à Polytechnique en 1843. Reçu 36e, il en sort 23e en 1845, et choisit l'artillerie. Il suit alors les cours de l'école d'application de l'artillerie et du génie. 
En 1861, Alfred Pourrat est adjoint à la direction des Poudres et salpêtres. Il passe l'année suivante à la direction de l'artillerie au Ministère de la guerre, comme adjoint au chef de section du personnel. 
Le colonel Pourrat est nommé général de brigade en 1878, et commande l’École polytechnique de 1878 à 1880. 
Il est promu commandeur de la Légion d'honneur en 1883 et prend sa retraite la même année. Il meurt à Paris le 9 janvier 1889.

## Décorations
- Commandeur de la Légion d'honneur[6]
- Officier de l'ordre des Palmes académiques